# 파룸

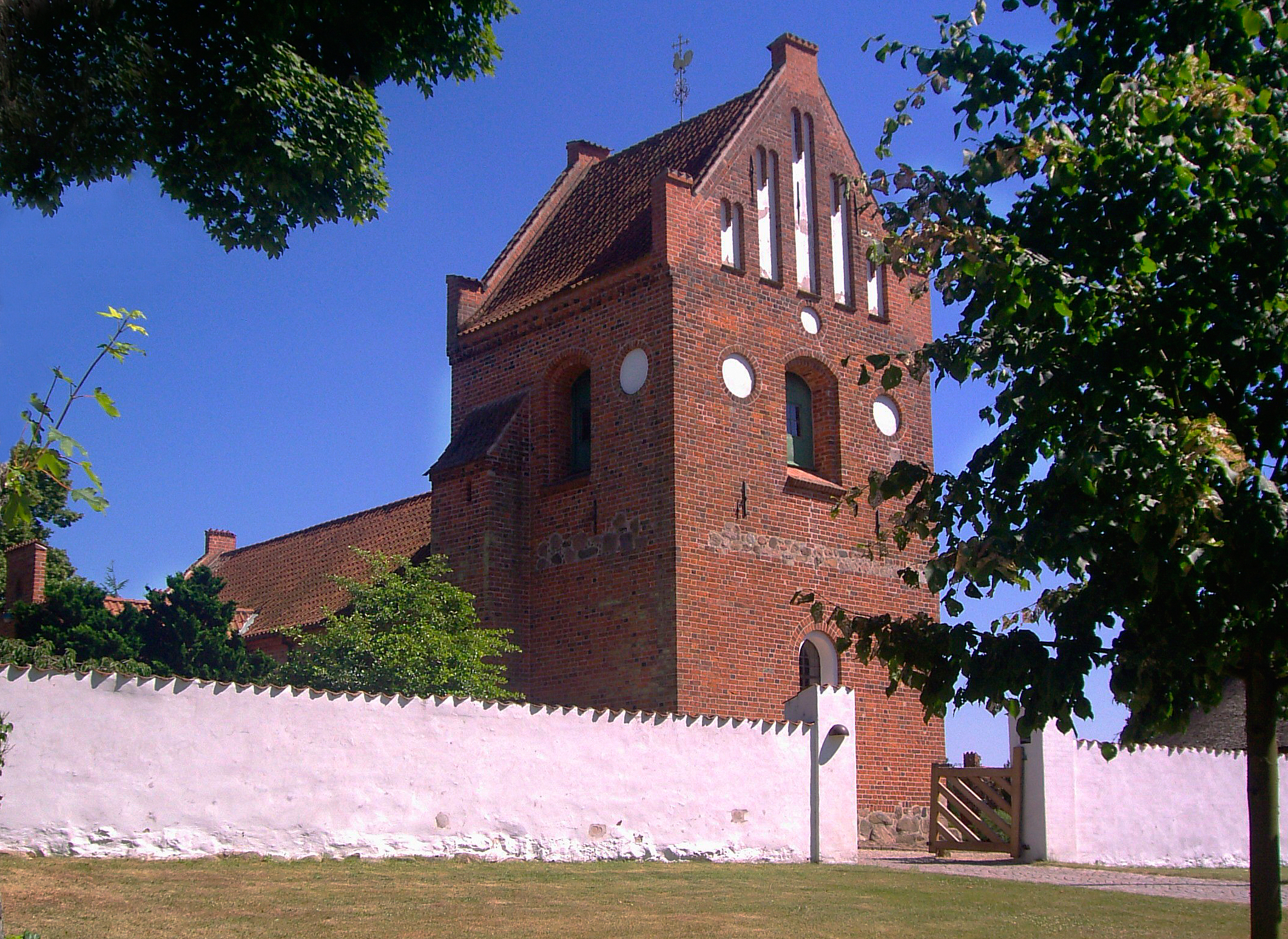
파룸 교회

파룸(덴마크어: Farum)은 덴마크 동부 셸란섬에 위치한 도시로 인구는 18,779명(2015년 1월 1일 기준)이다. 행정 구역상으로는 덴마크 수도 지역 푸레쇠 시에 속한다. 코펜하겐에서 북서쪽으로 20km 정도 떨어진 곳에 위치한다.